# Pomme
克莱尔·波梅（法語：Claire Pommet，法語發音：[klɛʁ pɔmɛ]，1996年8月2日—），艺名Pomme（法語：[pɔm]），法国创作歌手和音乐人。

## 早期生活
克莱尔·波梅在里昂地区长大。她从6岁开始学习音乐理论，在7岁时加入了儿童合唱团La Cigale de Lyon，并在8岁时学会了拉大提琴。

## 單曲
- 「Ma meilleure ennemie」 (2024)